# Kuhbach (Kupfer)
Der Kuhbach ist ein über 5 km langer Bach im Hohenlohekreis im nördlichen Baden-Württemberg, der nach ungefähr westlichem Lauf westlich des Weckhofs der Stadt Künzelsau von rechts in die mittlere Kupfer mündet.

## Geographie

### Verlauf
Der Kuhbach entsteht im Weiler Kubach (!) der Gemeinde Kupferzell auf etwa 366 m ü. NHN unter Bäumen an einem Zufahrtsweg zu einem landwirtschaftlichen Anwesen. Er läuft nach weniger als hundert Metern unter der Kreisstraße K 2373 am Westrand des Weilers hindurch und zieht an der anderen Seite im Graben eines ausgebauten Feldwegs westnordwestwärts. Nachdem er so gegenüber der Waldinsel Förstle an der anderen Wegseite vorbeigezogen ist, begleitet ihn zwischen den Feldern nur noch ein Grasweg, nach einer Feldwegkreuzung, nach der erstmals etwas Gehölz am Lauf steht, zunächst gar kein Weg mehr. Vom Nordrand des Kuhbachhölzchens her mündet ein zweiter, merklich kürzerer Oberlauf ebenfalls des Namens Kuhbach in schmalem Grasstreifen durch ein Feld. Nach diesem Zufluss wendet sich der Kuhbach auf Westlauf, nimmt von Norden her einen weiteren Graben nun durch eine kleine Wiesenmulde vom Rand des Waldinsel Zängle am Südostrand des Künzelsauer Dorfes Gaisbach auf und unterquert dann nacheinander die Alt- und die Neutrasse der Bundesstraße 19 Schwäbisch Hall-Künzelsau nur etwa 200 Meter südlich des Siedlungsrandes von Gaisbach.
Nach Passieren der Gaisbacher Kläranlage mündet auf einem kurzen Abschnitt an deren Erschließungsstraße entlang ein weiterer, unbeständiger Grabenzufluss aus dem Norden, der am Westrand der Industriebebauung Gaisbachs entsteht. Nach der Bachquerung des Verbindungsweges vom Gaisbacher Weiler Unterhof rechts am Hang zum Kupferzeller Weiler Rechbach im Südwesten beginnt auf wenig über 335 m ü. NHN nach dem bisherigen teils Graben-, teils begradigten und jedenfalls bewuchsarmem Lauf ein neuartiger Laufabschnitt, auf dem der Kuhbach nun von einer Baugalerie begleitet westwärts mäandriert, zunächst noch zwischen zwei Feldern, etwa hundert Meter später dann am Nordrand des Kuhbachhölzles entlang. Aus dem Wäldchen münden zwei kurze Wasserläufe, seinem Ende zu von gegenüber aus dem Nordosten der Gaggstattgraben, der wie inzwischen auch der Kuhbach als erster Zulauf eine ausgebildete Talmulde hat.
Der Kuhbach fließt nun in einer sich stetig eintiefenden und immer breiteren, sich mit Wald füllenden Muschelkalkklinge unter kleinen Richtungswechseln insgesamt etwa westsüdwestlich. Nördlich des Künzelsauer Weckhofs nimmt er den Pfaffengraben von Kemmeten her auf, der selbst zuletzt ebenfalls eine kleine Waldschlucht durchläuft, und dann einen weiteren und kleineren Bach ebenfalls von der rechten Seite, über dessen Klinge ein rotkreuzmarkierter Wanderweg von Neuenstein-Neufels her ins Tal tritt und dann über einen kleinen Steg zum Weckhof hoch wieder verlässt. Einen halben Kilometer weiter abwärts mündet der hier schon lange in steinigem Bett und über Felsplatten fließende Kuhbach von rechts und auf etwa 292 m ü. NHN neben einer kleinen Flusstallichtung in die mittlere Kupfer.
Der 5,5 km lange Kuhbach mündet etwa 74 Höhenmeter unterhalb seines Ursprungs, sein mittleres Sohlgefälle liegt bei etwa 13 ‰.

### Einzugsgebiet
Der Kuhbach hat ein Einzugsgebiet von 7,4 km² Größe, das der Bach in einem leicht nach rechts ausholenden Bogen insgesamt etwa westwärts durchläuft. Der Kuhbach fließt merklich näher an der linken als an der rechten Grenze seines Einzugsgebietes, das naturräumlich betrachtet überwiegend im Unterraum Kupferzeller Ebene und Kocheneck des Naturraums Hohenloher und Haller Ebene liegt und erst sehr mündungsnah dann im Unterraum Ohrnwaldriedel der Kocher-Jagst-Ebenen. Sein mit etwa 395 m ü. NHN höchster Punkt liegt an seinem nördlichsten Punkt beim Sportplatz westlich der komplizierten Kleeblattkreuzung der B 19 vor ihrem Abstieg durch die Klinge des Kemmeter Bachs ins Tal des Kochers.
Anfangs dieser Kemmeter Bach, dann dessen unmittelbarer Vorfluter Künsbach, zuletzt wiederum dessen linker Oberlauf Herrenbach konkurrieren jenseits der nordöstlichen Wasserscheide von diesem höchsten Punkt bis wenig östlich des Quellorts Kubach. An diesem östlichen Punkt schließt sich dann die südliche und linke Wasserscheide an, hinter der nahe am Ort kurz der Lietenbach, dann lange der Rechbach den Abfluss zur anderen Seite aufnimmt, dann ein dritter, kleiner und anonymer Klingenbach zur Kupfer und schließlich diese selbst. Hinter dem nordöstlichen Wasserscheide von der Mündung bis wieder hinauf zum höchsten Punkt fließen nacheinander der Bach durch die Waschklinge, dann der Zimmerbach abwärts des Kuhbachs zur Kupfer, zuletzt ganz im Norden entsteht nahe der Kocher-Zufluss Forellenbach.
Auf der vom Muschelkalk im Untergrund geprägten, welligen Hochebene, zu dem das Einzugsgebiet des Kuhbachs gehört, steht auf dem größeren Teil der Fläche zuoberst der Lettenkeuper (Erfurt-Formation) an. Diesem liegt auf den höheren Hügeln auf quartäre Ablagerung zurückgehendes Lösssediment auf, das fruchtbare Ackerböden bietet. Der Kuhbach entspringt im Übergangsbereich einer solchen Insel zum Lettenkeuper, in dem er dann auf der ersten Hälfte seines Laufes bis zur ersten Berührung des Kuhbachholzes etwas südwestlich von Unterhof verbleibt. Dort erreicht der Bachgrund den Oberen Muschelkalk, in dem der Kuhbach sich bis zur Mündung in noch derselben Schicht eine der landschaftstypischen bewaldeten Muschelkalk-Klingen gräbt. Auch seine zwei letzten rechten Zuflüsse haben sich kleinere solche Schluchten gegraben.
Außerhalb des Tal- und Talhangwaldes sowie dreier kleiner Waldinseln rechts des Oberlaufes wird die offene Flur meist beackert. Der deutlich überwiegende Teil des Einzugsgebietes liegt in der Gemarkung des Stadtteils Gaisbach von Künzelsau, von der das Dorf Gaisbach selbst größtenteils, die Weiler Haag und Weckhof zum Teil, die Weiler Kemmeten, Oberhof, Unterhof sowie das Gehöft Schnaihof ganz zum Kuhbach entwässern. Größter Ort ist Gaisbach, das seit der zweiten Hälfte des 20. Jahrhunderts am Süd- und Westrand stark industriell expandiert, die anderen Ortschaften dagegen sind nach wie vor landwirtschaftlich geprägt. Dasselbe gilt für den Weiler Kubach am Ursprung des Bachs, der wie ein Stück des oberen Einzugsgebietes zur Gemeinde Kupferzell gehört. Nur sehr kleine, ganz unbesiedelte Randzwickel des Einzugsgebietes gehören im Norden zur Gemarkung des zentralen Künzelsau selbst bzw. mündungsnah zur Neureuter Stadtteilgemarkung von Neuenstein. Auf dem Gebiet leben merklich unter 2000 Einwohner.

### Zuflüsse
Hierarchische Liste der Zuflüsse von der Quelle zur Mündung. Gewässerlänge, Einzugsgebiet und Höhe nach den entsprechenden Layern auf der Onlinekarte der LUBW. Andere Quellen für die Angaben sind vermerkt:
Ursprung des Kuhbachs auf etwa 366 m ü. NHN im Weiler Kubach (!) der Gemeinde Kupferzell unter Bäumen an einem Zufahrtsweg zu einem landwirtschaftlichen Anwesen. Der Bach fließt zunächst nordwestlich-
- Kuhbach[4], von rechts und Osten auf etwa 343 m ü. NHN dem Nordrand des Kuhbachhölzchens bei Künzelsau-Oberhof entlang, 0,6 km und ca. 0,5 km². Entsteht auf etwa 358 m ü. NHN zwischen den Weilern Künzelsau-Oberhof und Haag.
Dieser rechte Quellast des Kuhbachs ist merklich kleiner als der linke, welcher bis zum Zusammenfluss eine Länge von 1,7 km und ein Teileinzugsgebiet von ca. 1,1 km² erreicht hat.
- (Graben vom Zängle), von rechts und Nordosten auf etwa 332 m ü. NHN kurz vor der den Kuhbach querenden Alttrasse („Waldenburger Straße“) der Bundesstraße 19, ca. 0,7 km[LUBW 5] und ca. 0,5 km². Entsteht auf etwa 357 m ü. NHN an der Westspitze des Wäldchens Zängle neben der Straße Oberhof–Künzelsau-Gaisbach. Unbeständig wasserführender Wiesengraben, nach dessen Mündung der Kuhbach westwärts weiterläuft.
- (Grabenzufluss nach der Gaisbacher Kläranlage) , von rechts und Norden auf etwa 338 m ü. NHN gleich nach der Gaisbacher Kläranlage, ca. 0,6 km[LUBW 5] und ca. 0,2 km². Entspringt auf etwa 367 m ü. NHN zwischen Gaisbach und der Neutrasse der B 19 neben der Straße Gaisbach–Unterhof. Unbeständig wasserführender Graben meist entlang von Grundstücksgrenzen.
- (Rinnsal), von links auf etwa 334 m ü. NHN südwestlich von Unterhof aus dem gegenüberliegenden Kuhbachholz, ca. 0,1 km[LUBW 5] und deutlich unter 0,1 km². Entspringt einer Quelle auf etwa 335 m ü. NHN und fließt zunächst parallel zum Kuhbach.
- (Episodischer Hangmuldenbach), von links und Süden auf etwa 333 m ü. NHN weniger als hundert Meter abwärts des vorigen, ca. 0,2 km[LUBW 5] und ca. 0,1 km². Die aus Felddrainage gespeiste Rinne beginnt auf etwa 350 m ü. NHN am Rand des Kuhbachholzes zum am Hang darüberliegendem Feld.
- Gackstattgraben, von rechts und Norden auf etwa 328 m ü. NHN wenig vor der Bachquerung eines Wirtschaftswegs von Künzelsau-Kemmeten in Richtung Weckhof, 1,3 km und ca. 1,1 km². Entsteht auf etwa 373 m ü. NHN als Feldweggraben östlich von Kemmeten. Unbeständig.
Von diesem Zufluss an läuft der Kugbach bis zur Mündung etwa westsüdwestlich.
  - (Anderer Quellast des Gackstattgrabens), von links und Nordosten auf etwa 348 m ü. NHN nordwestlich von Unterhof, ca. 0,7 km[LUBW 5] und ca. 0,4 km². Entsteht auf etwa 372 m ü. NHN an einem Parkplatz an der Westseite der Neutrasse der B 19. Unbeständig.
Der ausgewiesene rechte Ast ist nach Länge (ca. 0,5 km[LUBW 5]) wie Teileinzugsgebiet (ca. 0,4 km²) nur geringfügig kleiner, allein dieser linke aber beginnt im Gewann Gackstatt.
- Pfaffengraben, von rechts und Nordnordosten auf 308,6 m ü. NHN[LUBW 6] nördlich-gegenüber dem Weckhof, 1,1 km und ca. 0,9 km². Entsteht auf etwa 355 m ü. NHN am Südrand von Kemmeten.
- (Klingenbach südlich von Künzelsau-Schnaihof), von rechts und Norden auf etwa 303 m ü. NHN nordwestlich-gegenüber dem Weckhof, 0,5 km und ca. 0,4 km². Entsteht auf etwa 340 m ü. NHN am Beginn seiner bewaldeten Klinge südsüdwestlich des Schnaihofs.

Mündung des Kuhbachs von rechts und zuletzt Osten in die mittlere Kupfer auf ca. 292 m ü. NHN an einer kleinen Tallichtung ca. 0,9 km westlich von Künzelsau-Weckhof und ca. 0,7 km nördlich von Kupferzell-Feßbach. Der Bach ist 5,5 km lang und hat ein Einzugsgebiet von 7,4 km².

## Natur und Schutzgebiete
Je ein Wasserschutzgebiet ragen von Süden her am Ober- und am Unterlauf ins Einzugsgebiet, am Mittellauf liegt ein kleineres bei Unterhof.

### LUBW
Amtliche Online-Gewässerkarte mit passendem Ausschnitt und den hier benutzten Layern: Lauf und Einzugsgebiet des Kuhbachs

Allgemeiner Einstieg ohne Voreinstellungen und Layer: Daten- und Kartendienst der Landesanstalt für Umwelt Baden-Württemberg (LUBW) (Hinweise)
1. 1 2 3 4  Höhe nach dem Höhenlinienbild auf dem Hintergrundlayer Topographische Karte.
2. 1 2  Länge nach dem Layer Gewässernetz (AWGN).
3. 1 2  Einzugsgebiet nach dem Layer Basiseinzugsgebiet (AWGN).
4. ↑  Einzugsgebiet abgemessen auf dem Hintergrundlayer Topographische Karte.
5. 1 2 3 4 5 6 7  Länge abgemessen auf dem Hintergrundlayer Topographische Karte.
6. 1 2  Höhe nach schwarzer Beschriftung auf dem Hintergrundlayer Topographische Karte.
7. ↑  Wasserschutzgebiete nach dem einschlägigen Layer.

### Andere Belege
1. ↑  Abfluss-BW - Daten und Karten
2. ↑  Wolf-Dieter Sick: Geographische Landesaufnahme: Die naturräumlichen Einheiten auf Blatt 162 Rothenburg o. d. Tauber. Bundesanstalt für Landeskunde, Bad Godesberg 1962. → Online-Karte (PDF; 4,7 MB)
3. ↑  Geologie grob nach: Mapserver des Landesamtes für Geologie, Rohstoffe und Bergbau (LGRB) (Hinweise)
4. ↑  Name des rechten Quellasts Kuhbach nach dem Layer WMS ALKIS Basis auf: Geoportal Baden-Württemberg (Hinweise)